# Суница, Лев Борисович
Лев Борисович Суница (23 февраля 1887, Мглин, Черниговская губерния — 1943) — революционер, партийный деятель, организатор высшего образования, публицист. Член РСДРП (1905), большевик с 1904 (или 1905) года.

## Биография
С 1914 по 1918 год, зарабатывая на жизнь трудом разнорабочего, жил с семьей в Австрии. В Вене познакомился с Л. Д. Троцким, входил в левое крыло немецко-австрийской социал-демократии. Один из организаторов компартии Австрии. В 1918 году в письме в ЦК РКП(б) Р. В. Филиппович отмечал, что «Л. Б. Суница был инициатором создания русской большевистской группы в Вене, которая участвовала в организации австрийской коммунистической партии».
В ноябре 1918 года вернулся в Москву. В 1919—1922 годах — в Красной Армии, заместитель политотдела Оренбургской дивизии 1-й армии и член Оренбургского губкома РКП(б), делегат VIII съезда РКП(б), затем служил в Туркармии, 5-й арм. (Уфа, Челябинск, Новониколаевск (Новосибирск), Красноярск, Енисейск). В январе 1920 года назначен членом Новониколаевского оргбюро РКП(б), в феврале этого года избран председателем Новониколаевского губернского бюро РКП(б). Потом несколько недель работал в составе губернского партийного оргбюро в Томске, был председателем Томского губкома РКП(б). С мая по сентябрь 1921 года — член Сибирской областной контрольной комиссии РКП(б), позже — редактор газеты «Советская Сибирь» в Новониколаевске (современная Иркутская область).
С февраля 1923 по апрель 1926 — на Урале, преподаватель и член правления Уральского университета, проректор Уральско-Сибирского коммунистического университета. Первый ректор Северо-Кавказского (Ростовского) института сельскохозяйственного машиностроения, с 1931 — преподаватель Международной ленинской школы, член общества старых большевиков. В 1935 году арестован, в 1939 сослан на Колыму, погиб в 1943 году. Реабилитирован в 1957 году.